# Вилардова гърмяща змия
Вилардовите гърмящи змии (Crotalus willardi) са вид влечуги от семейство Отровници (Viperidae).
Срещат се в северозападно Мексико и съседни части на Съединените американски щати.
Таксонът е описан за пръв път от американския зоолог Сет Юджийн Мийк през 1906 година.

## Подвидове
- Crotalus willardi amabilis
- Crotalus willardi meridionalis
- Crotalus willardi obscurus
- Crotalus willardi silus
- Crotalus willardi willardi